# Kohoutov
Kohoutov (deutsch Koken) ist eine Gemeinde in Tschechien. Sie liegt sieben Kilometer nordöstlich von Dvůr Králové nad Labem und gehört zum Okres Trutnov.

## Geographie
Der Ort erstreckt sich im Tal des Baches Drahyně im Königreichwald. Im Norden erhebt sich die Liščí hora (609 m) und im Nordwesten der Kamenný vrch (579 m).
Nachbarorte sind Hajnice im Norden, Mravenčí Domky und Nesytá im Nordosten, Vyhnánov, Běluň, Zákoutí, Sedlo und Harcov im Osten, Kladruby im Südosten, Kašparova Hora, Choustníkovo Hradiště und Ferdinandov im Süden, Rabiš und Kocbeře im Westen sowie Nový Kohoutov im Nordwesten.

## Geschichte
Die erste Erwähnung von „Kokotowye“ stammt aus dem Jahre 1415. Der Name des Ortes leitet sich vom slawischen Wort für Hahn her. An Kohoutov führte der mittelalterliche Salzweg von Böhmen nach Schlesien vorbei. Aus einem ursprünglichen Einzelhof entstand entlang des Baches ein Straßendorf.
Das später gegründete Neu Koken war ab der Mitte des 19. Jahrhunderts Teil der Gemeinde Königreich I.

## Gemeindegliederung
Für die Gemeinde Kohoutov sind keine Ortsteile ausgewiesen. Zu Kohoutov gehören die Siedlungen Kladruby (Kladern), Nový Kohoutov (Neu Koken) und Vyhnánov (Wihnan) sowie die Einschichten Kašparova Hora (Kasparberg), Rabiš (Rabisch) und Sedlo (Sadel).

## Sehenswürdigkeiten
- Kirche Mariä Himmelfahrt
- Alter Friedhof

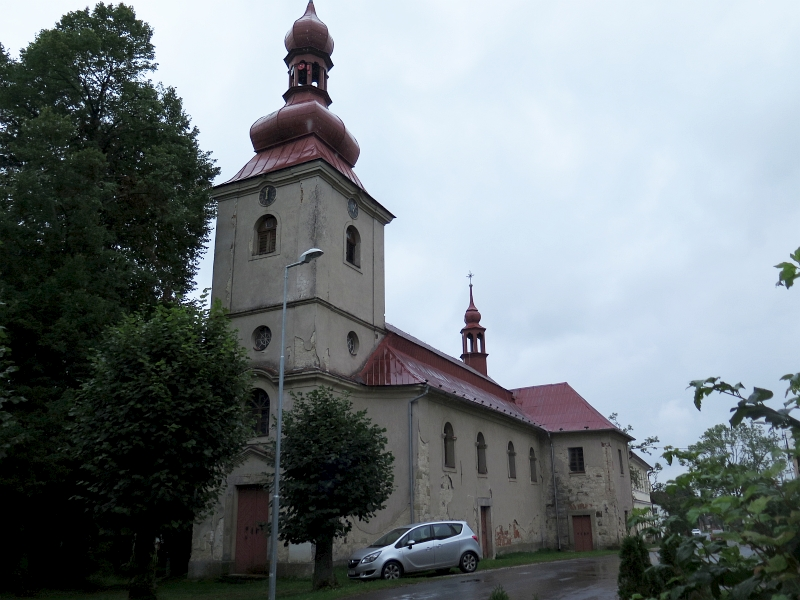
Kirche Mariä Himmelfahrt

- Statue des Hl. Johannes von Nepomuk
- barocke Kapelle in Kladruby (Kladern)
- Kapelle in Vyhnánov
- Teich Rábiš

## Persönlichkeiten
- Hans Schmitt (1835–1907), Musikpädagoge und Komponist